# XIOS Hogeschool Limburg
De XIOS Hogeschool Limburg was een hogeschool van de Vlaamse Gemeenschap in Belgisch Limburg, met campussen in Diepenbeek en Hasselt. In 2013 fuseerde XIOS met de Provinciale Hogeschool Limburg tot Hogeschool PXL.
De academische bachelor- en masteropleidingen van het departement Toegepaste Ingenieurswetenschappen van XIOS werden bij de fusie overgeheveld naar de Universiteit Hasselt.

## Geschiedenis
De hogeschool ontstond in 1995 bij de fusie van de hogescholen van het gemeenschapsonderwijs in Limburg en Diest. In 2005 werd de toenmalige naam "Hogeschool Limburg" veranderd naar het acroniem XIOS, wat staat voor eXpertisecentrum voor Industrie, Onderwijs en Samenleving en is een vertaling van de missie van de hogeschool. De naamsverandering gebeurde om verwarring te voorkomen met de toenmalige hogescholen "Katholieke Hogeschool Limburg (KHLim)" en de "Provinciale Hogeschool Limburg (PHL)". De Mijnbouwschool is de oudste rechtsvoorganger van deze hogeschool.

## Onderzoek
De XIOS Hogeschool Limburg bouwde samen met de Katholieke Hogeschool Limburg een Technologiecentrum in Diepenbeek, waar o.a. de onderzoekscellen rond technologie worden gehuisvest.

## Algemeen directeurs
1995 - 2005: Jozef Vanhees
2006 - 2013: Dirk Franco

## Studentenparticipatie
Binnen XIOS waren de studenten vertegenwoordigd in:
- de studentenraden (StuRaX), Naast de overkoepelende studentenraad heeft ieder departement een eigen studentenraad.
- de raad van bestuur,
- de departementsraden,
- de vzw Stuvox (studentenvoorzieningen)

## Studentenverenigingen
- A.S.G. Diepenbeek: opleidingen campus Diepenbeek (oudste nog bestaande studentenvereniging van Limburg)
- Orbis: opleidingen campus Hasselt
- ABVG: opleiding bouwkunde

## Associatie
Samen met de Provinciale Hogeschool Limburg en de Universiteit Hasselt vormde ze de Associatie Universiteit-Hogescholen Limburg. Dit is voor de nieuwe Hogeschool PXL nog steeds het geval.